# 灵州城墙遗址
灵州城墙遗址，位于宁夏回族自治区银川市灵武市城区西北角，是中华人民共和国宁夏回族自治区文物保护单位之一。
2010年12月6日，授予宁夏回族自治区文物保护单位，是一座古遗址。